# Alfons IX. Leónský
Alfons IX. Leónský (15. srpna 1171, Zamora – 23. září 1230, Sarria) byl král Leónu a Galicie v letech 1188–1230.
Pocházel z burgundsko-Ivrejské dynastie. Byl synem leónského a galicijského krále Ferdinanda II. Byl posledním samostatným leónským králem. Po jeho smrti se stal králem jeho syn Ferdinand III., který sjednotil Kastilské a Leónské království.